# Litlington
Litlington är en ort och civil parish i Storbritannien.   Den ligger i distriktet South Cambridgeshire i grevskapet Cambridgeshire i riksdelen England, i den sydöstra delen av landet, 60 km norr om huvudstaden London. Litlington ligger 35 meter över havet och antalet invånare är 813.
Terrängen runt Litlington är platt. Runt Litlington är det ganska tätbefolkat, med 166 invånare per kvadratkilometer. Närmaste större samhälle är Stevenage, 19,9 km söder om Litlington. Trakten runt Litlington består till största delen av jordbruksmark.